# Valeriana acutiloba
Valeriana acutiloba är en kaprifolväxtart som beskrevs av Per Axel Rydberg. Valeriana acutiloba ingår i släktet vänderötter, och familjen kaprifolväxter. Utöver nominatformen finns också underarten V. a. glabra.

## Bildgalleri

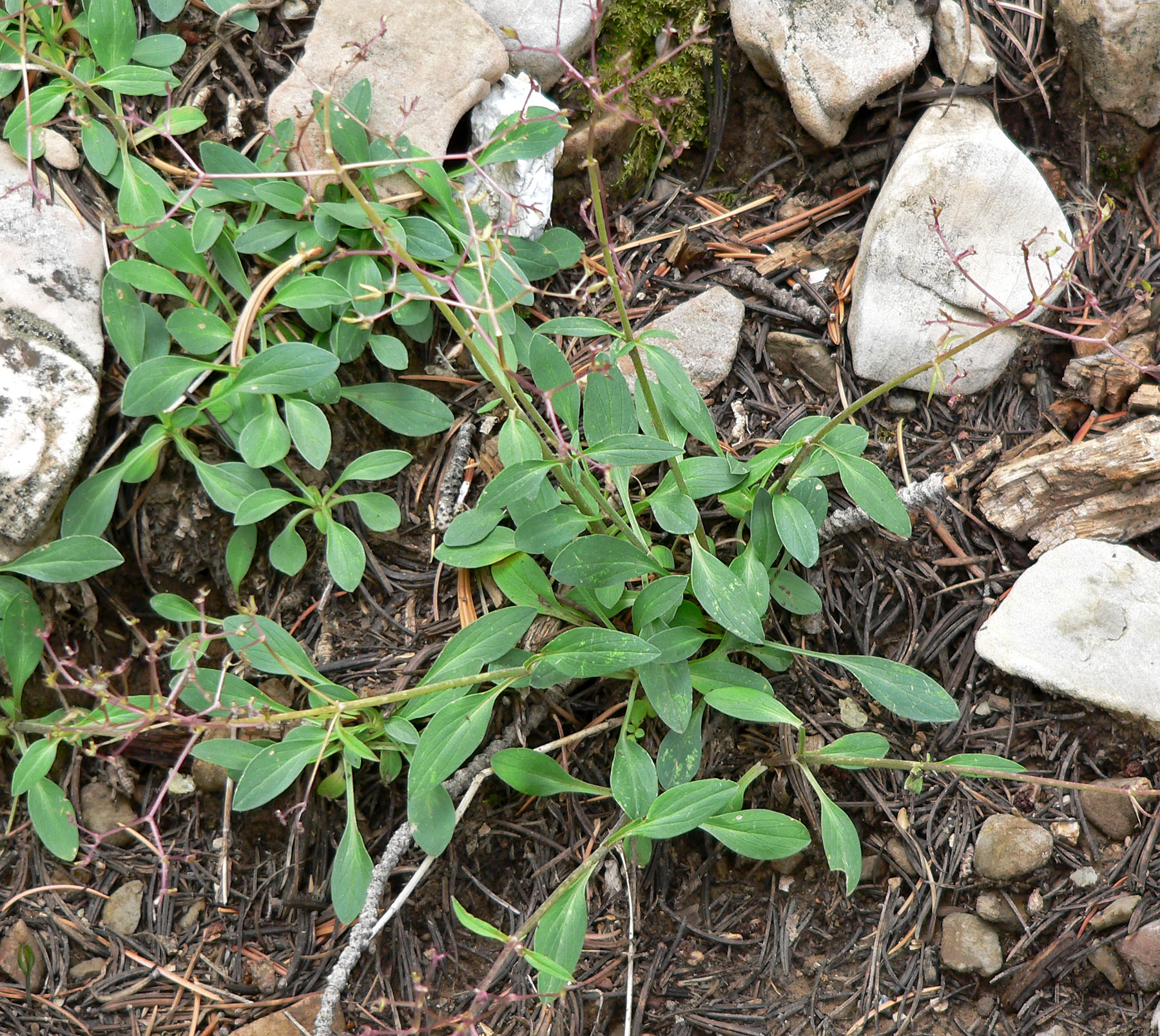
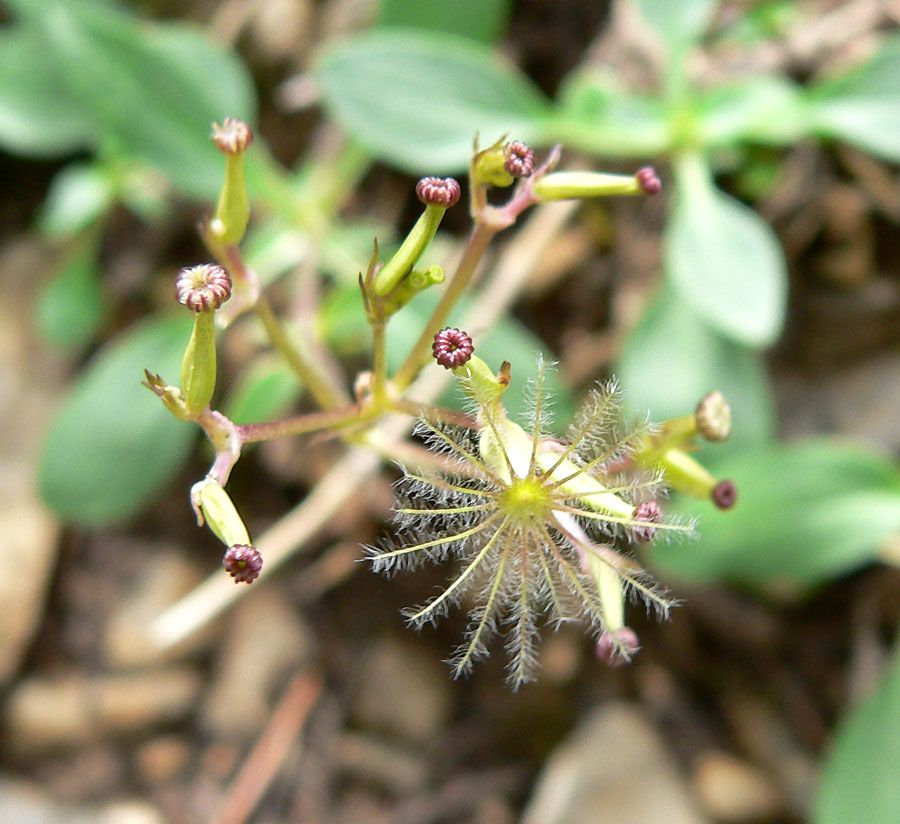
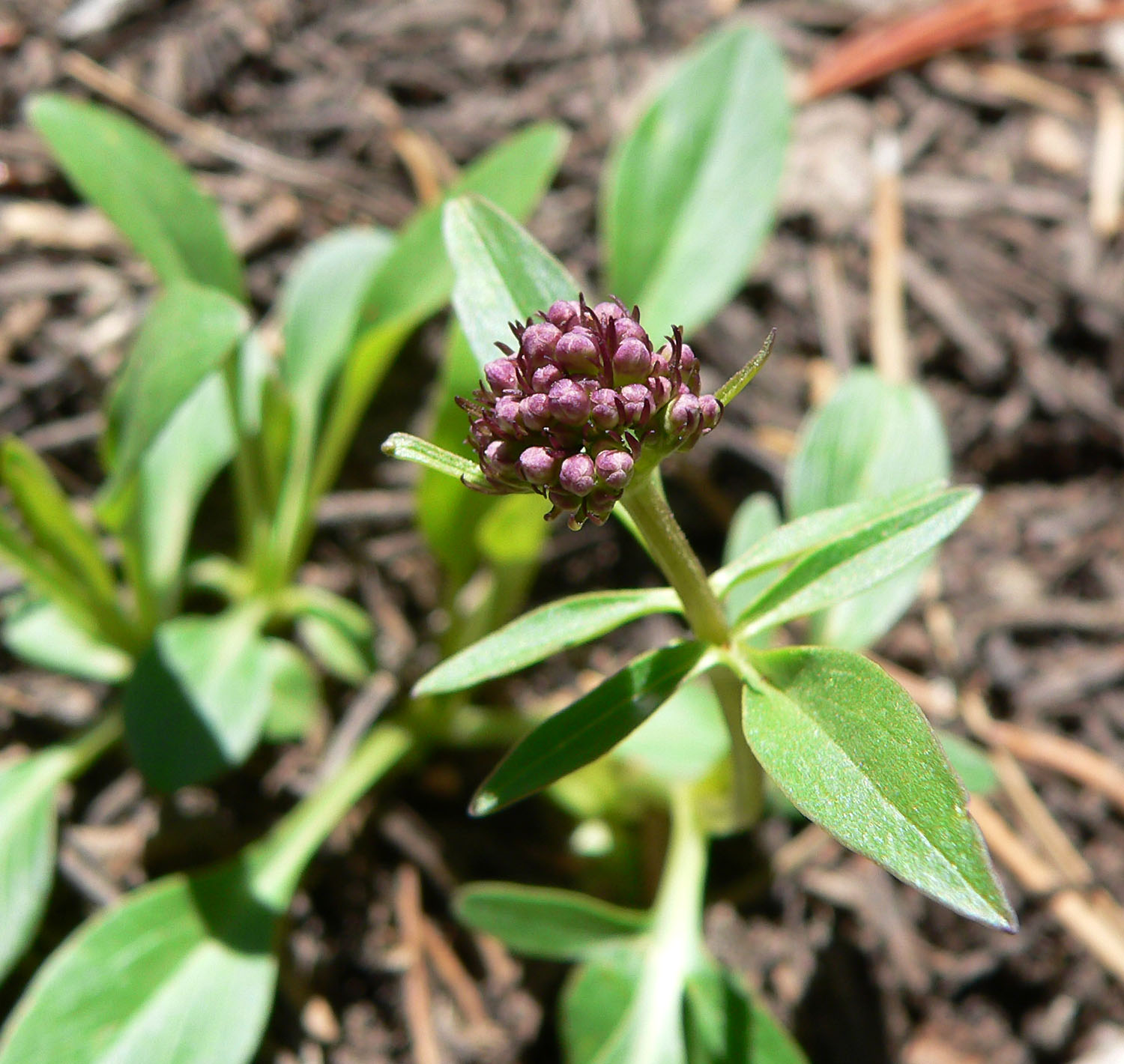
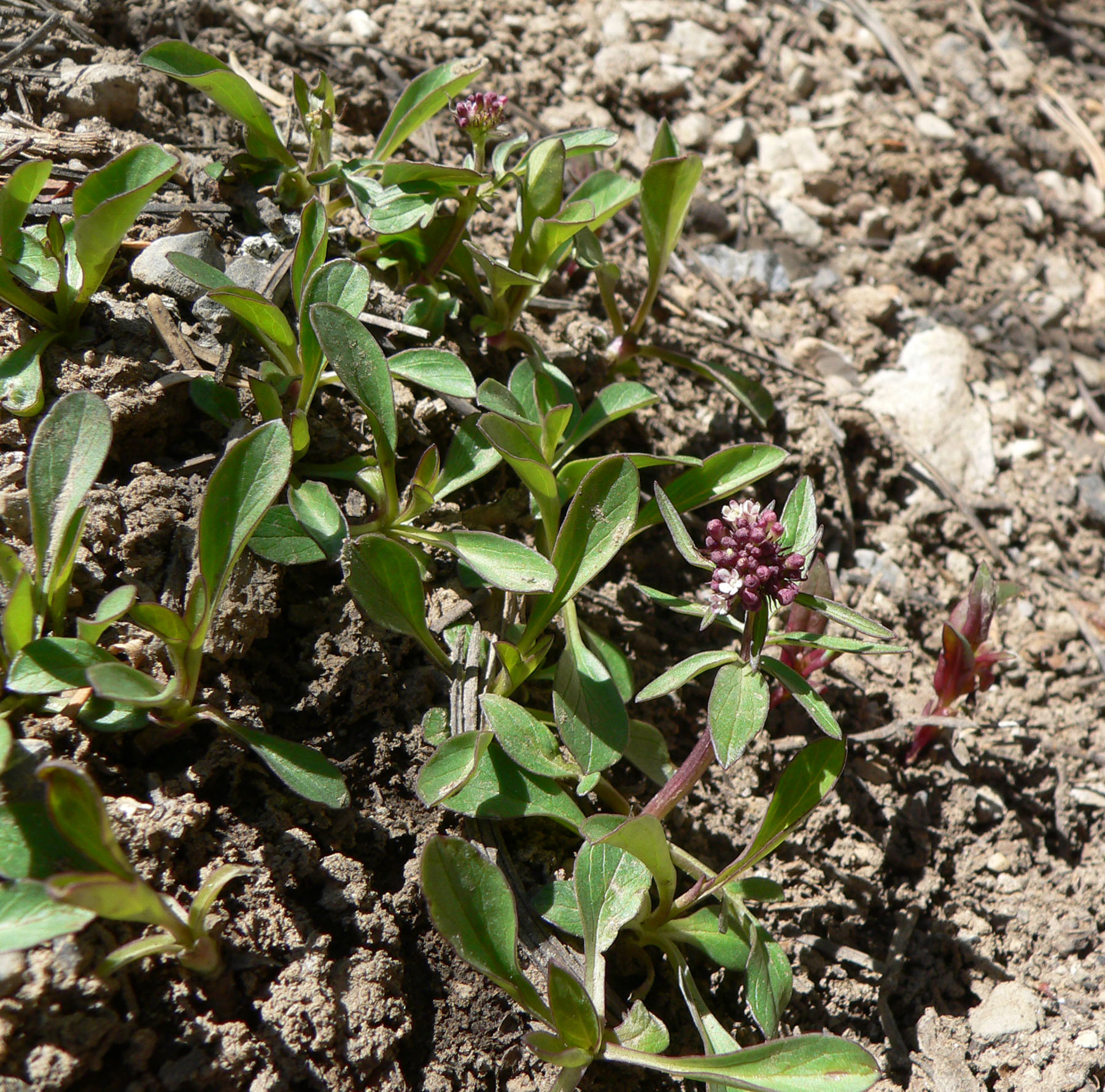
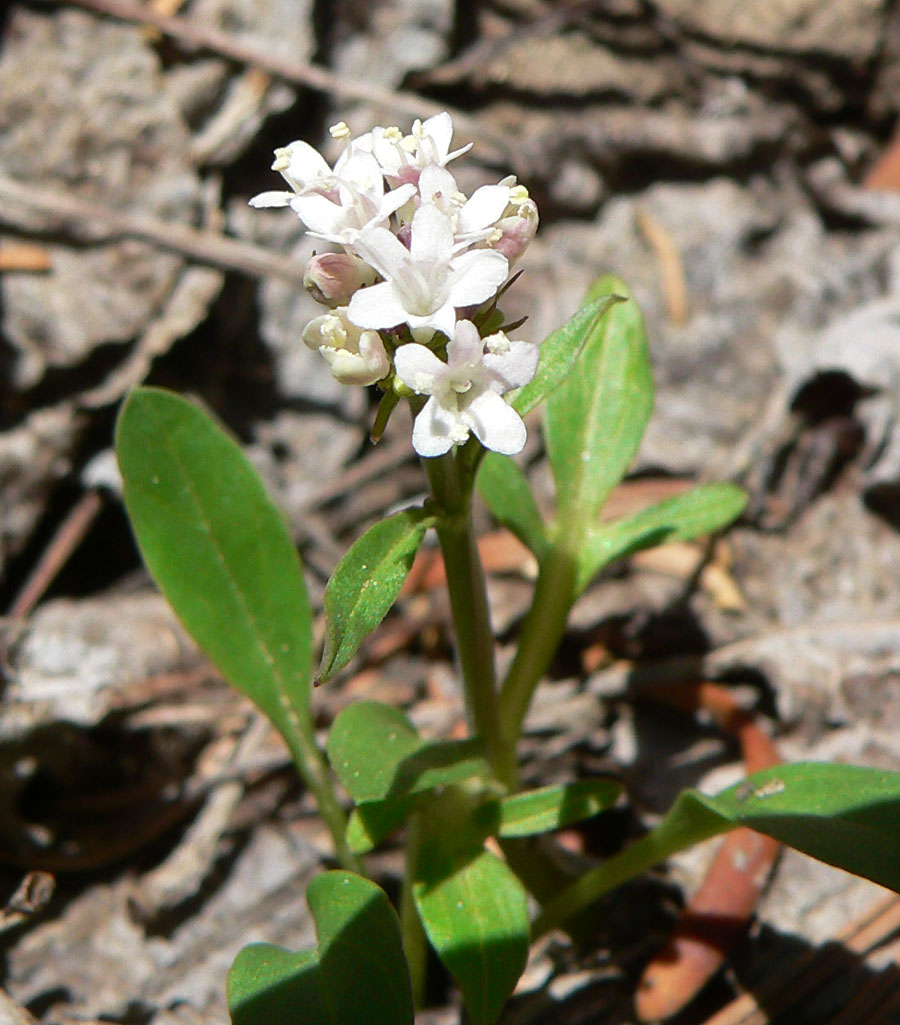
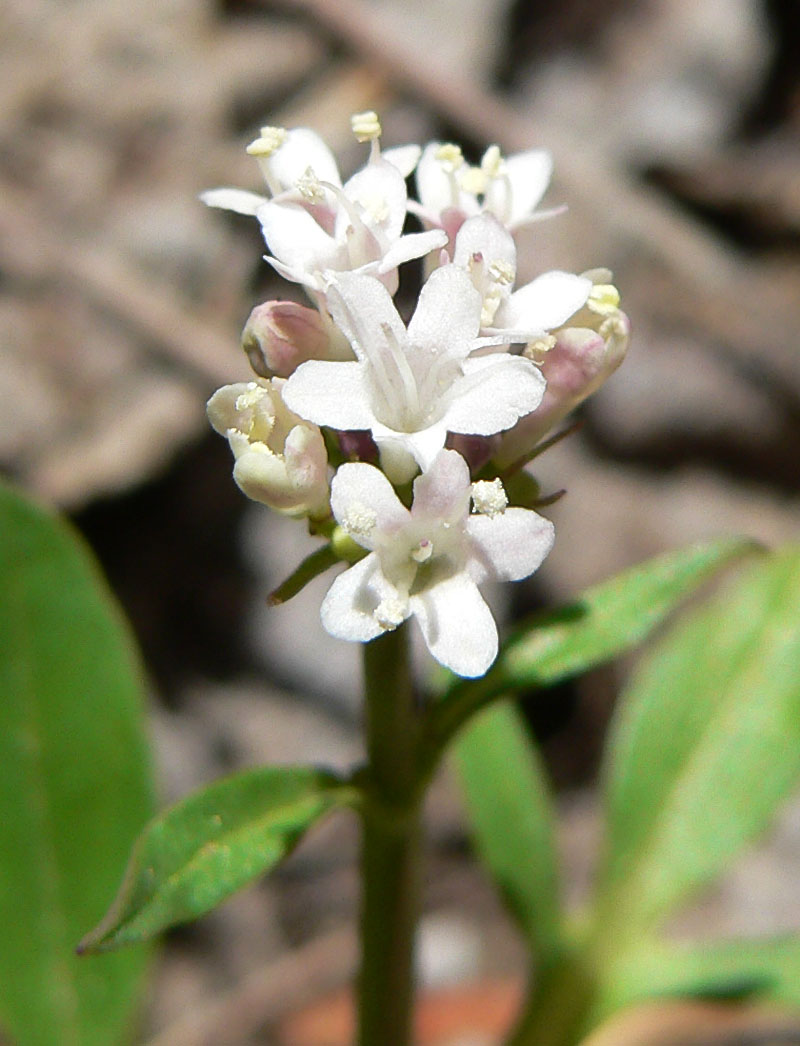